# Ateliers Teixeira Automobiles

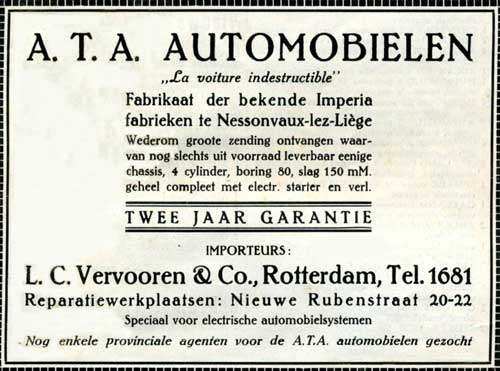
ATA advertentie van 3 november 1920.

Ateliers Teixeira Automobiles (ATA), was een Portugees/Belgisch automerk, opgericht door de broers Alfredo en Henrique Teixeira en de Nederlander Mathieu van Roggen, dat de wagens produceerde in het Belgische Trooz, nabij Luik. 
Het maakte viercilinder modellen met 1.5, 2.2, 3 en 4-liter inhoud. De Eerste Wereldoorlog betekende het einde van het merk. Het zou worden opgenomen in Imperia, dat Van Roggen had overgenomen. 25 stuks ATA werden verkocht, voornamelijk in Portugal, hoewel ze ook aangeboden werden in Nederland.